# المدفع الذري
المدفع الذري M65 بالإنجليزية (M65 Atomic Cannon)، غالبًا ما يُسمّى بالمدفع النووي أو المدفع الذري وهو على شكل مدفعية يتم قذف قنبلة نووي مصغرة انتج من قبل الولايات المتحدة في أوائل الخمسينات وفي بداية الحرب الباردة ارسل عام 1953 إلى أوروبا وكوريا.

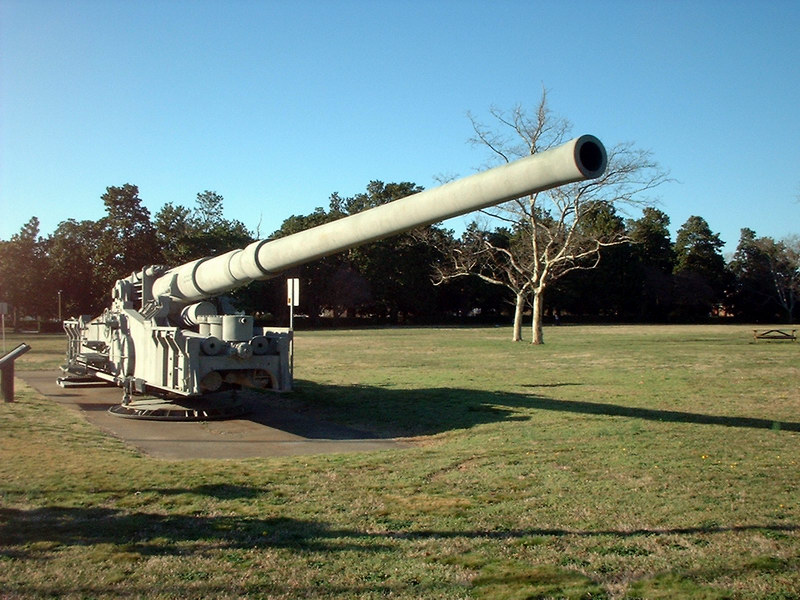
صورة المدفع في احدى المتاحف